# Battonya
Battonya (Roemeens: Bătania) is een stad (város) en gemeente in het Hongaarse comitaat Békés. Battonya telt 6747 inwoners (2002). 
In 1920 bereikte het stadje haar hoogtepunt qua bevolkingsaantal met ruim 13.011 inwoners.
In dat jaar woonden er 2 576 Serviers en 1 798 Roemenen naast de 8 349 Hongaren.
De belangrijkste minderheid van Battonya wordt nu gevormd door de Roemenen. Zij maken in 2002 8% van de bevolking uit.
Nabij de stad ligt de grensovergang met Roemenië, aan de andere zijde van de grens ligt de plaats Turnu (Hongaars: Tornya). De dichtstbijzijnde grotere stad is het Roemeense Arad op 28 kilometer afstand. Het Hongaarse Szeged ligt 85 kilometer van Battonya.